# Семёнов, Дмитрий Владимирович (легкоатлет)
Дми́трий Влади́мирович Семёнов (род. 4 июля 1975, Красноярск) — российский легкоатлет, специалист по бегу на длинные дистанции и марафону. Выступал на профессиональном уровне в 2000-х годах, чемпион России в беге на 10 000 метров, победитель и призёр ряда крупных стартов на шоссе. Представлял Хакасию, Вологодскую и Костромскую области. Мастер спорта России международного класса.

## Биография
Дмитрий Семёнов родился 4 июля 1975 года в Красноярске, в 1979 году вместе с семьёй переехал на постоянное жительство в Абакан.
Начал заниматься лёгкой атлетикой в возрасте 14 лет, проходил подготовку под руководством тренеров И. В. Корниенко и А. П. Румянцева. В 1990-е годы достаточно успешно выступал среди юниоров и молодёжи.
Впервые заявил о себе на взрослом всероссийском уровне в сезоне 2000 года, когда выиграл бронзовые медали в беге на 5000 и 10 000 метров на чемпионате России в Туле. Также в этом сезоне выступил на нескольких коммерческих стартах в Европе, в том числе впервые попробовал себя на марафонской дистанции — одержал победу на марафоне в Дренте, показав результат 2:24:45.
В 2001 году участвовал в Европейском вызове по бегу на 10 000 метров в Баракальдо, выиграл серебряную медаль в беге на 5000 метров на Мемориале братьев Знаменских в Туле, был лучшим в дисциплине 10 000 метров на чемпионате России в Туле, отметился выступлением на Международном экидене в Тибе и на чемпионате Европы по кроссу в Туне.
В 2002 году на Европейском вызове по бегу на 10 000 метров в Камайоре установил свой личный рекорд — 28:45,35. На чемпионате России в Чебоксарах взял бронзу в дисциплине 10 000 метров. Выиграл полумарафон в Москве, с результатом 2:13:16	финишировал седьмым на Эйндховенском марафоне.
В 2003 году выиграл бронзовую медаль в дисциплине 12 км на весеннем чемпионате России по кроссу в Кисловодске, занял 27-е место на Европейском вызове по бегу на 10 000 метров в Афинах.
Сезон 2004 года пропустил из-за травмы. В 2005 году вернулся к соревновательной практике, взял бронзу в дисциплине 8 км на весеннем чемпионате России по кроссу в Жуковском, стал чемпионом России по бегу на 15 км, закрыл десятку сильнейших Стамбульского марафона (2:19:51).
В 2006 году с результатом 2:12:37 занял 11-е место на Гамбургском марафоне — тем самым выполнил квалификационный норматив для участия в чемпионате Европы в Гётеборге, где впоследствии показал результат 2:13:09, расположившись в итоговом протоколе соревнований на шестой позиции (при этом в командном зачёте россияне стали четвёртыми).
В 2007 году на Марафоне озера Бива сошёл с дистанции, тогда как на Франкфуртском марафоне с личным рекордом 2:11:15 пришёл к финишу на 11-й позиции. Среди прочего, был восьмым в беге на 10 000 метров на чемпионате России в Жуковском.
Рассматривался в качестве кандидата на участие в Олимпийских играх 2008 года в Пекине — возлагал большие надежды на предшествовавший Венский марафон, но в итоге не смог здесь финишировать и не отобрался на Олимпиаду. В оставшейся части сезона финишировал пятым на чемпионате России по полумарафону в Новосибирске, занял 43-е место на чемпионате мира по полумарафону в Рио-де-Жанейро, показал 11-й результат на Афинском классическом марафоне (2:21:52).
В феврале 2009 года бежал 5000 метров на зимнем чемпионате России в Москве, после чего завершил активную спортивную карьеру.
За выдающиеся спортивные достижения удостоен почётного звания «Мастер спорта России международного класса».